# 姐南
23°56′05″N 97°50′17″E / 23.9347°N 97.8381°E
姐南（Selan；德宏傣语：ᥓᥥ ᥘᥣᥢᥳ），缅甸掸邦木姐县木姐镇区所辖的一个村，位于木姐市西南，瑞丽江南岸。

## 历史
元明时期，曾是傣族麓川（孟卯）政权的都城。《明史》记作者蓝、者阑。者蓝城为思可法所建，洪武二十九年（1396年），明太祖朱元璋遣钱古训、李思聪出使麓川，二使在者蓝城中居住了一段时间，著有《百夷传》描绘麓川风土人情。麓川之役中，思机法曾在者蓝城与明军交战，败退。麓川亡，明置陇川宣抚司，治陇把（今陇川县城子镇），者蓝丧失其重要性。景泰元年（1450年），木邦宣慰使罕盖法曾求管者蓝地，被明朝拒绝后出兵强占者蓝，后明朝将底麻划给木邦，令其归还侵地。此后，者蓝不再是军事、政治重地:1217。万历二十二年（1594年），巡抚陈用宾在腾越西南修筑云南八关，姐南是汉龙关的屯区，清朝初年被木邦吞并:297。
姐南村的四周被壕沟环绕:195，护城壕深6－9米，宽4－5米，不过大多已塌陷:220-222。19世纪末中英勘界时，英人曾考察绘制一张者蓝王城地图，按地图所绘，者蓝城南北长约1,833.4米，东西宽约1,154.4米，周长4.75千米，总面积1.4平方千米。当地人曾挖出一只钵头大小的铜铃，推测为悬挂在王室象脖上的铃铛，文物现已下落不明。村中留有一口古井，传说思可法曾使用该井，现已辟为旅游纪念地:224-225。